# Cyperus
Cyperus là một chi thực vật trong họ Cyperaceae với khoảng 700 loài, phân bố khắp các lục địa cả vùng nhiệt đới và ôn đới.
Chúng là cây hàng năm hoặc lâu năm, chủ yếu là thủy sinh và phát triển trong nước tĩnh hoặc chậm đến độ sâu 0,5 m. Các loài khác nhau rất nhiều về kích thước, với các loài nhỏ chỉ cao 5 cm, trong khi những loài khác có thể đạt chiều cao 5 m.